# Bahnstrecke San Bernardino–Redlands
| Streckenlänge: | 16 km                |                             |                             |
| Spurweite: | 1435 mm (Normalspur) |                             |                             |
| Streckengeschwindigkeit: | 45 mph / 72 km/h     |                             |                             |
| |                      |                             |                             |
| \| \| \| \| \| \| \| \| San Bernardino-Depot \| \| \| \| \| nach Hesperia (Kalifornien) \| \| \| \| \| Interstate 215 \| \| \| \| \| San Bernardino-Downtown \| \| \| \| \| Santa Ana River \| \| \| \| \| San Bernardino-Tippecanoe \| \| \| \| \| Interstate 10 \| \| \| \| \| Redlands-ESRI \| \| \| \| \| Redlands-Downtown \| \| \| \| \| Interstate 10 \| \| \| \| \| Redlands-University \| \| \| \| \| Redlands Loop \| \| |                      |                             |                             |
| Abzweig geradeaus und von rechts |                      |                             |                             |
| Bahnhof |                      | San Bernardino-Depot        | San Bernardino-Depot        |
| Abzweig geradeaus und nach links |                      | nach Hesperia (Kalifornien) | nach Hesperia (Kalifornien) |
| Strecke mit Straßenbrücke |                      | Interstate 215              | Interstate 215              |
| Bahnhof |                      | San Bernardino-Downtown     | San Bernardino-Downtown     |
| Brücke über Wasserlauf |                      | Santa Ana River             | Santa Ana River             |
| Haltepunkt / Haltestelle |                      | San Bernardino-Tippecanoe   | San Bernardino-Tippecanoe   |
| Strecke mit Straßenbrücke |                      | Interstate 10               | Interstate 10               |
| Haltepunkt / Haltestelle |                      | Redlands-ESRI               | Redlands-ESRI               |
| Haltepunkt / Haltestelle |                      | Redlands-Downtown           | Redlands-Downtown           |
| Strecke mit Straßenbrücke |                      | Interstate 10               | Interstate 10               |
| Kopfbahnhof Strecke ab hier außer Betrieb |                      | Redlands-University         | Redlands-University         |
| Strecke (außer Betrieb) |                      | Redlands Loop               | Redlands Loop               |

Die Bahnstrecke San Bernardino–Redlands ist eine kalifornische Bahnstrecke in den USA, die im SPNV durch das Arrow-Angebot sowie im Güterverkehr genutzt wird. Sie ist nicht elektrifiziert und teilweise zweigleisig. Eigentümer der Infrastruktur ist die San Bernardino County Transportation Authority (SBCTA).

## Geschichte
Redlands war ab 1888 durch eine aus San Bernardino errichtete Strecke der California Central Railway Company, einer Tochterfirma der Atchison, Topeka and Santa Fe Railway (AT&SF), an das Eisenbahnnetz angebunden. Bis 1892 wurde diese zum Redlands Loop (oder Redland Loop) erweitert, indem die Gleise in einer Schleife wieder zurück nach San Bernardino verlegt wurden. Der 1888 eröffnete südliche Teil des Loops verband San Bernardino und Redlands auf direktem Weg durch die Außenbezirke von Loma Linda, während der nördliche Teil der Schleife in den folgenden Jahren über Mentone, Highland, Patton und Del Rosa zurück nach Highland Jct im Norden von San Bernardino errichtet wurde. 1906 übernahm die AT&SF die California Central Railway.
Auf dem Redlands Loop wurde 1938 der Personenverkehr eingestellt. Am 12. Dezember 1955 wurde der AT&SF die Stilllegung des 6,2 km langen Streckenabschnitts von Highland Jct und Del Rosa genehmigt, die Anfang 1956 vollzogen wurde. 1967 wurde die Schleife nach Genehmigung im Vorjahr um weitere 2,6 km von Del Rosa bis Patton verkürzt. 1980 und 1986 endete schrittweise auch der Güterverkehr zwischen Patton und Redlands, woraufhin die Gleise auf diesem Abschnitt in den folgenden Jahren teilweise abgebaut wurden. Auf dem südlichen Teil des Loops lagen 2020 Gleise von San Bernardino bis zur Judson Street im Osten von Redlands, die auf den ersten Kilometern weiter vom AT&SF-Nachfolger BNSF Railway im Güterverkehr genutzt werden.
Mitte der 2010er Jahre wurde ein Abschnitt auf einer Länge von einer Meile vom Bahnhof San Bernardino Depot ostwärts zweigleisig ausgebaut. Am ebenfalls neu errichteten Busbahnhof San Bernardino Transit Center entstand der neue Bahnhof San Bernardino Downtown.
Der Bau der Verlängerung nach Redlands Anfang der 2020er Jahre entsprach einem Neubau, auch wenn teilweise genannte Trassen genutzt wurden. Die Kosten lagen bei 360 Millionen US-Dollar. Die Bahnstrecke wurde Anfang 2022 fertig gestellt. Bis zum Spätsommer 2022 wurde die Strecke in Vorbereitung der geplanten Zugverbindung Arrow für Test- und Schulungsfahrten genutzt.

## Infrastruktur

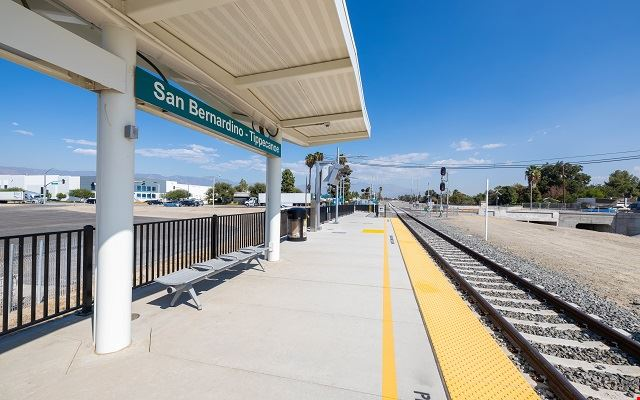
Haltepunkt San Bernardino–Tippecanoe

Die Strecke beginnt im Bahnhof San Bernardino Depot, an dessen östlichem Ende sich das Arrow-Bahnbetriebswerk befindet. Der erste Teil bis zum Bahnhof San Bernardino Downtown ist zweigleisig; ebenso ein Abschnitt zwischen den Bahnhöfen San Bernardino Tippecanoe und Redlands Esri (jeweils ausschließlich).
Wegen technischer Unterschiede bei Metrolink- und bei Arrow-Zügen gibt es in den Bahnhöfen San Bernardino Downtown und Redlands Downtown Bahnsteige mit unterschiedlichen Bahnsteighöhen.
Auf dem Stadtgebiet von San Bernardino gibt es Gleisanschlüsse für Güterverkehr.

## Fahrzeuge und Betrieb
Neben Ende 2021 gelieferten Dieseltriebzügen wird ab 2025 ein wasserstoffangetriebener Triebzug vom Typ Stadler Flirt eingesetzt.
Werktäglich verkehrt zusätzlich ein Metrolink-Zugpaar zwischen Redlands-Downtown und Los Angeles Union Station ohne Halt auf weiteren Bahnhöfen dieser Strecke. Schienengüterverkehr ist möglich.